# DSB WildCard
DSB WildCard var et rabatkort fra DSB for alle personer i alderen 16-25 år (begge inkl.), samt enhver SU-modtager uanset alder. Kortet kostede 185 kroner (2011) og var gyldigt i et år. Herefter skulle det fornys for en pris på yderligere 180 kroner. Wildcard blev afløst af DSB Ung Kort, som i 2018 ligeledes blev afskaffet til fordel for andre rabatordninger for unge.

## Rabatter
- 50 % rabat på en normal billetpris på rejser med tog i Danmark fra mandag – torsdag og lørdag.
- 25 % rabat på normal billetpris på rejser med tog i Danmark fredag og søndag.
- 20 % rabat på Øresundsbilletter.
- 25 % RailPlus rabat på udenlandske ordinære billetpriser til en lang række lande.
- 25 % rabat på alle varer, dog undtagen aviser og udeblade, på salgsvognen i InterCity og InterCity Lyn i Danmark samt i internationale tog mellem København og Hamborg.